# Palaeoloxodon melitensis
L'elefante nano di Malta (Palaeoloxodon melitensis (Falconer, 1868)) è un mammifero proboscidato della famiglia Elephantidae, vissuto nel Pleistocene.